# Кузьмінков Лель Миколайович
Лель Миколайович Кузьмінко́в (нар. 8 жовтня 1925, Маріуполь — пом. 15 березня 2012, Маріуполь) — український художник і скульптор грецького походження; член Спілки художників України з 1960 року та Маріупольського товариства греків (завідувач відділу наукових досліджень).

## Життєпис
Народився 8 жовтня 1925 року в місті Маріуполі (тепер Донецька область, Україна). Впродовж 1947–1951 років навчався у Харківському художньому училищі (викладачі Микола Сліпченко, Лев Фітільов, Петро Шигимага). Дипломна робота — «Сталін під час доповіді в підпіллі».
З 1951 року за призначенням Міністерства культури УРСР працював художником та монументалістом у художніх майстернях Маріупольського товариства художників «Укоопхудожник», був керівником ізостудії при товаристві. Обирався делегатом III-го з'їзду Спілки художників України, також делегат III-го з'їзду Спілки художників СРСР.
Жив у Маріуполі в будинку на вулиці Донбаській № 81, квартира 7. Помер у Маріуполі 15 березня 2012 року.

## Творчість
Працював в галузі станкового живопису, книжкової графіки та монументально-декоративного мистецтва. Автор пейзажів, низки автопортретів, мозаїчних панно. Серед робіт:
Живопис
- «Автопортрет» (1952);
- «Соцзабез» (1954);
- «Крутий берег. Човни» (середина 1950-х);
- «Старий більшовик І. П. Польщиков» (1957);
- «Горновий» (1958);
- «На батьківщині Куїнджі» (початок 1960-х);
- «Сталевари» (1960; 1968);
- «Токар І. Чернищук» (1970);
- «Матрос Азовської флотилії Ю. Танков»;
- «Учасниця Другої світової війни І. Шварц»;
- «Поет А. Шапурма»;
- цикл картин «Литва».

Автор графічних творів до видань «Кобзаря» Тараса Шевченка грецькою мовою, видання «Каменярі» грецькою мовою, за що отримав подяку від Музею Івана Франка зі Львова.
Мозаїки
- «Свято урожаю» (фасад Будинку культури у селі Урзуфі);
- мозаїчні фризи екстер'єрів заводу «Важмаш» у Маріуполі (1965—1976, у співавторстві з Валентином Константиновим):
  - «Люди Важмашу» (1971);
  - «Юнак. Дівчина. Сім'я» (1976);
- «Металурги» на Маріупольському залізничничному вокзал(1973, у співавторстві з Валентином Константиновим);
- «Юність» на школі № 34 у Маріуполі;

Пам'ятники
- поету Горгію Костоправу у селі Малоянісолі (1992, у співавторстві з Валентином Константиновим);
- митрополиту Ігнатію (1998, у співавторстві з Валентином Константиновим);
- архітектурно-скульптурна композиція «Воїн-визволитель» у Маріуполі (2001, у співавторстві з Валентином Константиновим).
- рельєфи в Палаці весіль у смт Старому Кримі;
- меморіал «Вічний вогонь» у селі Малоянісолі;
- погруддя Героя Соціалістичної Праці Володимира Карпова у Маріуполі.

Брав участь у міських, обласних, всеукраїнських художніх виставках з 1957 року. Персональна виставка відбулася у Маріуполі у 1959 році (разом з Леонідом Гаді). У 1992 році провів виставку у Парижі.
Твори зберігаються у Донецькому художньому музеї, Маріупольському краєзнавчому музеї, приватних колекціях у Бельгії, Греції, Голландії, Україні, Франції. Ліногравюри до рукописних екземплярів «Кобзаря» в перекладах грецьких авторів, знаходяться в музеї Тараса Шевченка у Києві, Російській національній бібліотеці у Москві, Маріупольському краєзнавчому музеї.
Автор історико-критичного нарису «Переселение Крымских греков в Северное Приазовье в 1778—1980 гг. (Причины и следствия)» (Маріуполь, 1997).

## Відзнаки
- Диплом першого ступеня Донецької організації Спілки художників України (1967, за полотно «Сталевари»)[4];
- Грамота Президії правління Спілки художників СРСР (1967, за полотно «Сталевари»)[4];
- Грамота Президії Верховної Ради УРСР (1990; за заслуги в розвитку українського образотворчого мистецтва, багаторічну творчу діяльність)[3][4];
- Почесний громадянин Маріуполя (березень 2011; за багаторічну творчу працю на благо міста і у зв'язку з 85-річним ювілеєм)[4].